# Andrés Hernández Ros
Andrés Hernández Ros (Múrcia, 30 de julho de 1948 — Múrcia, 26 de junho de 2016) foi um político espanhol, primeiro presidente da Comunidade Autônoma da Região de Múrcia, de 1983 a 1984.

## Biografia
Andrés Hernández Ros nasceu na localidade de La Galapacha, pertencente à pedanía de Guadalupe, no município de Múrcia. Formado em química em um estabelecimento jesuíta em Múrcia, ele iniciou uma atividade política e sindical de maneira clandestina. Foi então recrutado pela Cauchos de Levante S.A., e aderiu, no final da década de 1960, à Ação Sindical dos Trabalhadores (AST), estrutura marxista que prenunciava a criação da Organização Revolucionária de Trabalhadores.
Ele foi preso em 7 de novembro de 1970, na prisão provincial de Múrcia, acusado de delito de associação ilegal durante o serviço militar. Livre, ele embarcou em vários negócios a partir de 1974, principalmente criando uma livraria que seria usada por opositores de esquerda moderados do franquismo.

### Carreira Política
Em 1974, ingressou no PSOE, e 3 anos depois, tornou-se secretário-geral do Partido Socialista da Região de Murcia-PSOE (PSRM-PSOE). Em 5 de maio de 1979, Andrés Hernández Ros foi eleito, aos 30 anos, presidente do Conselho Regional de Múrcia por 20 votos a favor, 16 contra e 1 branco. Em seguida, comprometeu-se a iniciar o mais rapidamente possível o processo de constituição de uma comunidade autônoma para a região de Múrcia. Após a aprovação do Estatuto de Autonomia, tomou posse, em 22 de julho de 1982, como presidente da comunidade autônoma, por 21 votos a favor e 16 contra, formando então um conselho governamental de dez membros, três dos quais independentes.

#### Presidência da Região de Múrcia
Nas eleições autonómicas de 8 de maio de 1983, encabeçou a candidatura pelo PSRM-PSOE. Nesta eleição, ganhou mais de 52% dos votos e venceu nas cinco circunscrições eleitorais. Andrés Hernández Ros foi eleito presidente da região de Múrcia pela Assembleia Regional no dia 14 de junho, por 26 votos a favor, 16 contra e 1 abstenção. Ele foi oficialmente nomeado em 16 de junho.
Em 4 de março de 1984, dois jornalistas revelaram que o secretário da Fazenda do PSRM-PSOE e o vereador Francisco Serrano tentaram suborná-los para que parassem de "criticar" a gestão do chefe do executivo autônomo, fatos denunciados e condenados imediatamente por este último. Já comprometido com uma crise política dentro do conselho de governo e do PSRM-PSOE, Hernández Ros anunciou no mesmo dia ao comitê regional que estava renunciando a todas as suas responsabilidades. Ele assinou seu ato oficial de renúncia em 9 de março, que foi lido em sessão plenária da Assembleia Regional três semanas depois. Ele foi dispensado de suas funções em 31 de março.

### Vida pós-política
Em 1988, passou a viver no Chile, onde montou uma serraria em Temuco, além de um restaurante de comida espanhola na capital do país, Santiago. Desde que deixou a política e a Espanha, só fez aparição pública em janeiro de 1994, na assembleia do grupo socialista de Cartagena, onde foram eleitos delegados ao congresso federal, e nessa ocasião anunciou seu apoio a Felipe González.
Em 2012, o Executivo Autônomo presidido por Ramón Luis Valcárcel concedeu a Andrés Hernández Ros a Medalha de Ouro da Região de Múrcia, a mais alta distinção desta Comunidade Autônoma.

### Morte
Ele morreu em 26 de junho de 2016, em Múrcia, aos 67 anos, de câncer de estômago; o governo regional então decretou três dias de luto oficial.